# B4B
«Business-for-Business» («B4B») (англ. «business-for-business» — рус. «бизнес для бизнеса», сокращённо произносится — «би фо би») — управленческая концепция и модель взаимодействия между компаниями, в основе которой лежит идея создания взаимовыгодных партнёрских отношений как важного элемента устойчивого развития и роста бизнеса.
Компании, применяющие принципы B4B, рассматривают долгосрочное сотрудничество с деловыми партнёрами в качестве одного из ключевых факторов повышения собственной конкурентоспособности. Подобное сотрудничество, как правило, включает технологическое и организационное развитие партнёров, обмен ресурсами, финансовую поддержку, совместную реализацию проектов, интеграцию бизнес-процессов, создание стратегических альянсов и другие формы совместной деятельности. Модель опирается на концепцию «win–win», которая применительно к В4В предполагает, что возникающая синергия способствует росту эффективности и развитию бизнеса всех участников партнёрской сети.

## История и происхождение
Первые упоминания о концепции B4B (Business-for-Business) в деловой литературе относятся к 2013 году, когда в США была опубликована книга B4B: How Technology and Big Data Are Reinventing the Customer-Supplier Relationship (авторы: J.B. Wood, T. Hewlin, T. Lah). В книге была подробно изложена идея перехода от традиционного, ориентированного на продажу подхода B2B (Business-to-Business) к модели B4B, предполагающей активную поддержку потребителей поставщиками в достижении ими желаемых результатов.
В 2021 году, по итогам исследований в Стокгольмской Школе Экономики была опубликована аналитическая работа за авторством Abbasov и Klimov, в которой концепция B4B получила более широкое осмысление как управленческая модель, применимая за пределами технологического сектора. В 2022 году вышла книга этих авторов B4B: Business for Business. How World's Leading Companies Create a Sustainable Competitive Advantage, в которой был представлен обобщённый анализ стратегий взаимодействия с партнёрами, применяемых такими компаниями, как Toyota Motors, McKinsey & Company, Procter & Gamble, IKEA, Knauf и Coca-Cola. Согласно авторам, принципы B4B применимы не только в работе с клиентами, но и в отношениях с поставщиками, охватывая всю систему создания стоимости компании. В исследовании отмечается, что внедрение B4B-подхода может способствовать формированию устойчивого конкурентного преимущества, а сама концепция характеризуется как пример успешной управленческой инновации.
В том же году концепция B4B была рассмотрена в статье Shifting From B2B to B4B Can Build a More Sustainable Business (Sergio Restrepo и Efosa Ojomo), опубликованной в журнале Массачусетского Технологического Университета MIT Sloan Management Review, что способствовало популяризации термина B4B в англоязычной академической и деловой среде.

## Основные принципы
Концепция B4B (Business-for-Business) опирается на философию взаимовыгодного и устойчивого партнёрства между компаниями. В условиях растущей рыночной турбулентности и неопределённости (так называемой VUCA-среды) компании всё чаще сталкиваются с ограничениями собственных ресурсов и необходимостью развивать внешние партнёрские отношения для укрепления конкурентоспособности и достижения стратегических целей.
Согласно определению Дж. Б. Вуда (J.B. Wood) из TSIA, «традиционный мир B2B был придуман, чтобы обозначить продажу чего-либо потребителям, в то время как новая модель B4B предполагает поддержку потребителей в достижении ими желаемых результатов».  

### От транзакций к кооперации
В отличие от классической модели Business-to-Business (B2B), ориентированной на разовые продажи, B4B предполагает переход к созданию дополнительной ценности и фокус на результатах делового партнёра, а в ряде случаев совместное создание ценности (value co-creation). Компании, использующие принципы B4B, укрепляют и развивают свою партнёрскую сеть, причем как покупателей, так и поставщиков, обеспечивая им технологическую, информационную и организационную поддержку и экспертизу.
В исследовании, проведённом в Стокгольмской Школе Экономики (Abbasov & Klimov, 2021), подчёркивается, что B4B-компании передают партнёрам доступ к нематериальным активам — знаниям, технологиям, экспертизе, рыночной информации и даже элементам корпоративной культуры — для повышения эффективности всей системы создания стоимости. 

### Модель коллаборации
Сотрудничество в рамках B4B выходит за пределы обычного партнёрства и приближается к понятию «коллаборации» в определении Артура Химмельмана (Arthur Himmelman): высокий уровень доверия и обмен информацией, совместное использование ресурсов, разделение рисков, ответственности и результатов, фокус на усиление компетенций партнера для достижения общих целей.
Яркой иллюстрацией B4B-коллаборации является стратегия открытого бизнеса Procter & Gamble, реализуемая через платформу Connect + Develop. Эта модель построена на принципах теории «открытых инноваций» («open innovation»), предложенной профессором Генри Чесбро. Более того, P&G трансформировала саму архитектуру партнёрства: компания отказалась от традиционной «модели бабочки», где взаимодействие ограничивалось связью между продавцом и закупщиком, в пользу «модели ромба» с многочисленными возможностями и направлениями сотрудничества между компанией и ее партнерами. На смену привычным «отделам продаж» пришли «команды развития клиентского бизнеса». Такой подход способствует синергии и подстегивает совместную генерацию инноваций.

### Триада B4B
На основе результатов исследования Стокгольмской Школы Экономики была предложена модель «триады B4B», включающая три ключевых характеристики компаний, активно реализующих подход Business-for-Business:
- контекстный интеллект (contextual intelligence) — глубокое понимание динамики рыночной среды;
- управление интеллектуальным капиталом — в понятие входят технологии, экспертиза, человеческие ресурсы, связи, репутация и многое другое;
- корпоративная культура сотрудничества — ориентация на взаимное развитие и долгосрочные цели.

Сочетание этих компонентов, как показывают наблюдения исследователей, способствует установлению прочных долгосрочных партнерских отношений и формированию на их базе устойчивых конкурентных преимуществ. 

### Применение концепции
Принципы B4B находят применение в нескольких управленческих направлениях:
- в маркетинге и продажах — для укрепления партнёрств, отстройки от конкурентов и привлечения новых клиентов (Coca-Cola, IKEA, Knauf);
- в операционном менеджменте — для повышения качества, снижения издержек и улучшения логистики (Toyota, P&G, IKEA);
- в стратегическом развитии — для создания альянсов, разработки новых продуктов и интеграции с ключевыми партнёрами (Toyota, McKinsey, Procter & Gamble).

Как отмечают профессоры Томас Леннерфорс (Thomas Lennerfors) из Uppsala University, Швеция, и Кацуки Аоки (Katsuki Aoki) из Meiji University, Япония, в статье The New, Improved Keiretsu, опубликованной в Harvard Business Review, «нынешняя система поставок Toyota и есть одно из её главных конкурентных преимуществ». 

### Инструменты B4B
В качестве методологической поддержки концепции используются следующие инструменты:
- Канва инновации ценности B4B — шаблон для проектирования возможностей и ценностных предложений в рамках концепции В4В[2];

- Диагностический тест «111 вопросов» — методика оценки зрелости компании по критериям B4B[2].

## Отличия от B2B
B2B ориентирован на продукт и транзакцию, B4B — на устойчивые партнёрские отношения и совместную ценность. B2B часто краткосрочен — B4B строится на долгосрочной синергии. В рамках B4B компании действуют как взаимозависимые участники, а не как «продавец-покупатель».

## Критика и вызовы
Как и другие формы деловых сетей, модель B4B сталкивается с рядом критических замечаний. Некоторые эксперты указывают на возможность использования таких структур для нетворкинга без реального экономического эффекта, а также риск создания закрытых элитарных сообществ. Тем не менее, сторонники модели подчёркивают важность такого формата для поддержания предпринимательской среды, особенно на начальных этапах развития бизнеса.

## Значение и перспективы
В условиях быстро меняющейся экономической среды, B4B становится важным инструментом для устойчивого развития бизнеса. Модель способствует созданию экосистемы, в которой компании могут расти через сотрудничество, а не только через конкуренцию. В будущем ожидается дальнейшее развитие цифровых платформ для B4B-взаимодействия, а также интеграция искусственного интеллекта и аналитики для более эффективного подбора партнёров.